# 14. Armee
La 14ª Armata, in tedesco 14. Armee/Armeeoberkommando 14 (AOK 14), fu un'armata campale dell'esercito tedesco, attiva durante la seconda guerra mondiale. Costituita all'inizio della guerra, prese parte all'invasione della Polonia contribuendo alla rapida e schiacciante vittoria della Germania nazista. Dopo essere stata sciolta alla fine del 1939, la 14. Armee venne riattivata nell'autunno 1943 nel quadro del programma di riorganizzazione dello schieramento dell'esercito tedesco nel teatro meridionale europeo dopo l'uscita dell'Italia dalla guerra.
Al comando del generale Eberhard von Mackensen, l'armata intervenne con urgenza nel gennaio 1944 per fronteggiare l'inatteso sbarco di Anzio e le sue truppe, composte in maggioranza da soldati giovani e combattivi, si batterono per molti mesi contro le truppe anglo-americane sbarcate, riuscendo a bloccare l'avanzata nemica verso Roma e sferrando una serie di pericolosi contrattacchi.
Dopo il crollo del fronte tedesco a seguito dell'operazione Diadem, la 14. Armee, passata al comando del generale Joachim Lemelsen, riuscì a sganciarsi e ripiegò fino alla linea Gotica dove, insieme alle altre forze tedesche, resistette tenacemente fino alla primavera 1945. Tutte le truppe tedesche in Italia, compresa la 14. Armee, si arresero agli Alleati il 2 maggio 1945.

## Storia

### Origine e campagna di Polonia
La 14ª Armata della Wehrmacht venne costituita ufficialmente il 1 agosto 1939 a Vienna a partire dal quartier generale preesistente del Heeresgruppenkommando 5, nel quadro del programma di mobilitazione furtiva dell'esercito tedesco ordinato da Adolf Hitler secondo il piano Fall Weiss che prevedeva un'offensiva rapida e schiacciante contro la Polonia. Il comando della nuova armata venne assegnato al generaloberst Wilhelm List. La 14ª Armata entrò in azione fin dall'inizio della seconda guerra mondiale partecipando, assegnata al Gruppo d'armate Sud del generale Gerd von Rundstedt, alla breve e vittoriosa invasione della Polonia. In questa campagna, l'armata, costituita da sei divisioni di fanteria, una divisione da montagna, la 9ª Divisione corazzata, la 2ª divisione corazzata e la 5ª Divisione corazzata, venne schierata inizialmente in Slesia e in Slovacchia con la missione di attaccare direttamente verso Cracovia.
La 14ª Armata si distinse durante la campagna di Polonia; le sue formazioni mobili avanzarono rapidamente fino al San e superarono il fiume a Przemyśl; dopo aver sopraffatto l'accanita resistenza del raggruppamento polacco del generale Kazimierz Sosnkowski, i suoi reparti di avanguardia si spinsero fino a Leopoli, mentre al termine della campagna, una parte dell'armata risalì a nord-est per ricongiungersi a sud di Brest-Litovsk con gli elementi corazzati del generale Heinz Guderian provenienti dalla Prussia orientale. Dopo la vittoriosa conclusione dell'invasione della Polonia, la 14ª Armata venne ufficialmente sciolta il 13 ottobre 1939 ma il suo quartier generale venne trasferito sul Fronte occidentale dove rimase a disposizione del Gruppo d'armate Sud del generale von Rundstedt. In previsione dell'imminente offensiva in Occidente, prese il nome di 12ª Armata che, sempre al comando del generale List, avrebbe partecipato al Fall Gelb e al Fall Rot nella primavera del 1940.

### In Italia
La 14ª armata fu riattivata per impiego nella campagna d'Italia nell'autunno 1943, quando venne costituito a Verona il suo quartier generale a partire dal personale dell'Heeresgruppe B che, dopo aver condotto a termine sotto il comando del feldmaresciallo Erwin Rommel l'occupazione dell'Italia settentrionale, era stato sciolto su ordine di Hitler. Il feldmaresciallo Albert Kesselring ricevette il comando di tutte le forze dell'Asse in Italia. La 14ª armata fu inizialmente responsabile della difesa dell'Italia settentrionale e centrale, e doveva contrastare qualsiasi azione anfibia che gli Alleati avrebbero potuto effettuare nelle retrovie della 10ª armata, che stava combattendo nelle linee di difesa a sud di Roma.

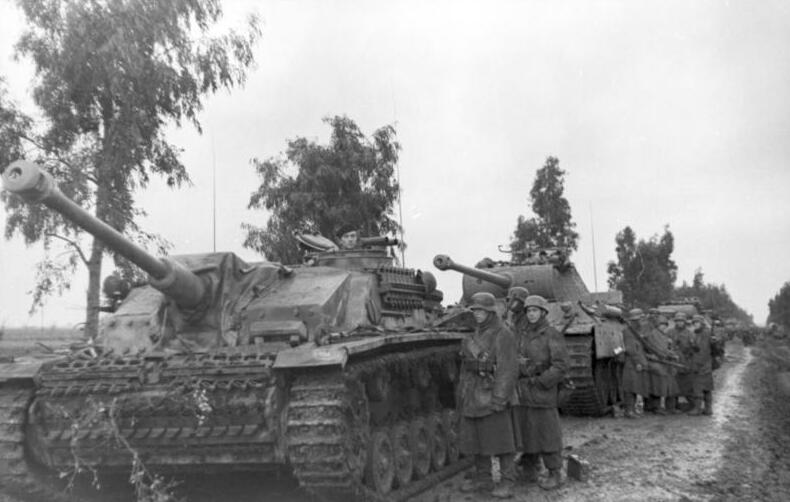
Sturmgeschütz III dell'armata vicino a Nettuno nel marzo 1944.

La 14ª armata dovette fronteggiare l'inatteso Sbarco di Anzio del 22 gennaio 1944 che colse di sorpresa l'alto comando tedesco. Nonostante la critica situazione iniziale, il piano di contingenza già pronto in caso di sbarco nemico sulla costa a sud di Roma, il Fall Richard, venne immediatamente messo in esecuzione e il quartier generale della 14ª armata, al comando dell'esperto generale Eberhard von Mackensen, venne trasferito nell'area di Roma e assunse il comando del settore attaccato. Dopo aver affrettatamente costituito un fronte difensivo per contenere la testa di ponte nemica con l'aiuto di una serie di reparti richiamati dalle riserve operative e da altri fronti, la 14ª armata riuscì a stabilizzare la situazione entro la fine del mese di gennaio 1944 e inflisse soprattutto nei settori di Aprilia e Cisterna di Latina, una serie di sconfitte tattiche alle truppe alleate sbarcate. Le truppe tedesche assegnate all'armata erano giovani e non adeguatamente addestrate ma, grazie soprattutto alle capacità del nucleo di esperti ufficiali e sottufficiali, dimostrarono combattività e coraggio mettendo in seria difficoltà le forze anglo-americane.
Il generale von Mackensen ricevette il 29 gennaio 1944 l'ordine di sferrare un grande contrattacco e distruggere completamente la testa di ponte secondo i piani di Hitler che intendeva impressionare gli alleati con una schiacciante vittoria sul fronte italiano. Per la cosiddetta operazione Fischfang ("battuta di pesca") la 14. Armee ricevette importanti rinforzi di artiglieria e mezzi corazzati e concentrò le sue forze per uno sfondamento in profondità, ma anche gli alleati avevano potenziato le difese nella testa di ponte e l'attacco tedesco si concluse il 22 febbraio 1944, dopo aspri combattimenti dall'esito alterno, con un fallimento strategico finale. Da quel momento la battaglia ad Anzio si trasformò in una logorante guerra di posizione; le truppe tedesche della 14. Armee mantennero le posizioni e bloccarono gli anglo-americani; tuttavia subirono un costante indebolimento: il feldmaresciallo Kesselring si recò sul posto e rilevò la stanchezza e il decadimento del morale dei suoi soldati
In seguito alla rottura del fronte nel maggio 1944 dovette ritirarsi fino alla Linea Gotica. Le armate tedesche in Italia si arresero il 2 maggio 1945 dopo essere state sconfitte nell'Offensiva della primavera 1945 sul fronte italiano.

## Comandanti
- Generale (generaloberst) Wilhelm List (1 agosto 1939 - 13 ottobre 1939)
- Generale Eberhard von Mackensen (5 novembre 1943 - 4 giugno 1944)
- Generale delle truppe corazzate (general der panzertruppe) Joachim Lemelsen (5 giugno 1944 - 15 ottobre 1944)
- Generale delle truppe corazzate Fridolin von Senger und Etterlin (15 ottobre 1944 - 24 ottobre 1944)
- Generale dell'artiglieria (general der artillerie) Heinz Ziegler (24 ottobre 1944 - 22 novembre 1944)
- Generale delle truppe corazzate Traugott Herr (24 novembre 1944 - 16 dicembre 1944)
- Generale della fanteria (general der infanterie) Kurt von Tippelskirch (16 dicembre 1944 - 17 febbraio 1945)
- Generale delle truppe corazzate Joachim Lemelsen (17 febbraio 1945 - 2 maggio 1945)